# Arthur Lee (dyplomata)

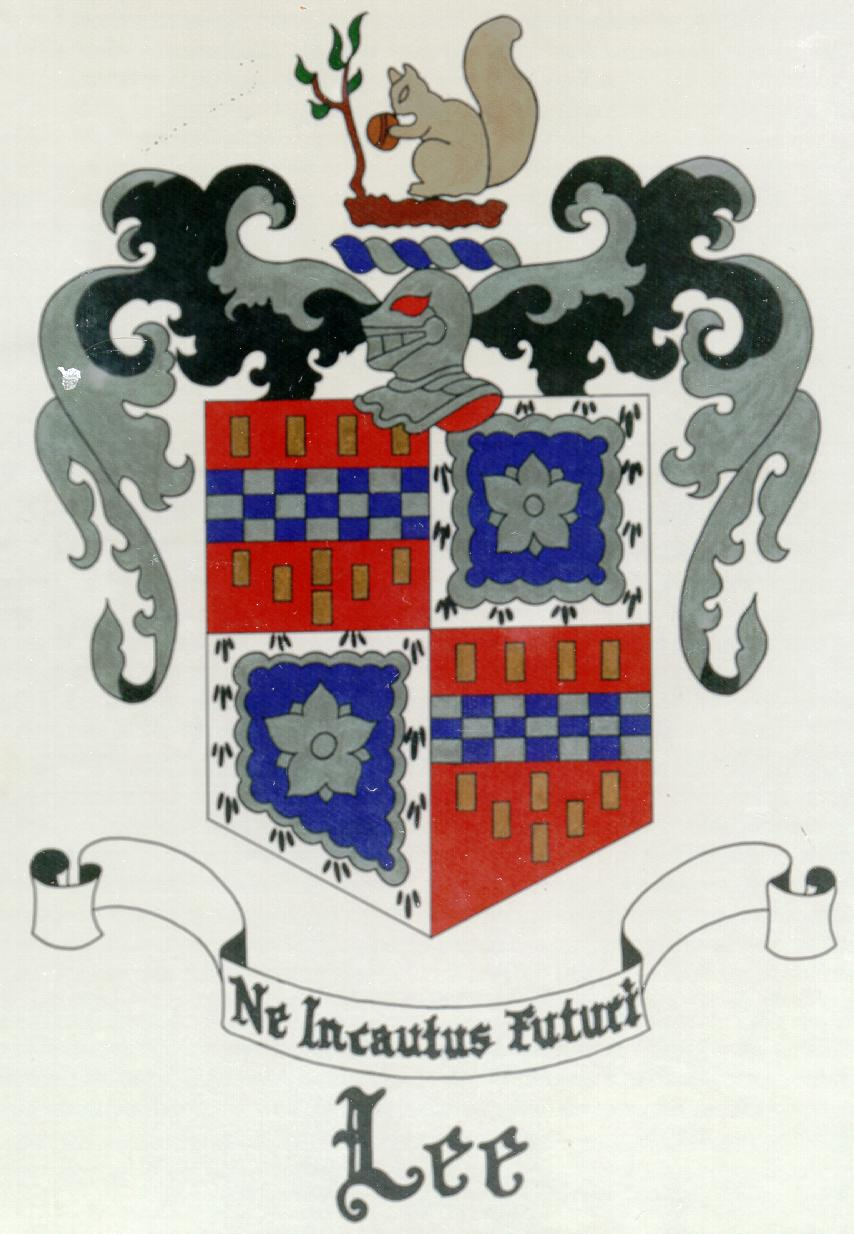
Herb rodu Lee

Arthur Lee (ur. 20 grudnia 1740, zm. 12 grudnia 1792) – amerykański dyplomata okresu rewolucji amerykańskiej (1776-1783). Jego ojcem był gubernator Wirginii Thomas Lee (1690-1750), matką Hannah Harrison Ludwell (1701-1750). Jego bracia William Lee (1739-1795), Richard Henry Lee (1732-1794) i Francis Lightfoot Lee (1734-1797) również byli dyplomatami okresu rewolucji.
Arthur Lee studiował w Eton College w Anglii, a w 1765 ukończył medycynę na Uniwersytecie Edynburskim (Szkocja), potem studiował prawo w Londynie i praktykował tam w latach 1770-1776.
Podczas wojny z Brytyjczykami, Kongres Kontynentalny wysłał go (1777) jako posła do Hiszpanii i Prus by szukać pomocy ze strony tych państw.
W Paryżu w 1778 on, Silas Deane i Benjamin Franklin wynegocjowali traktaty o sojuszu (Francusko-amerykański traktat sojuszniczy (1778)) i przyjaźni z Francją. Pokłócił się ze swymi kolegami i wymógł na Kongresie odesłanie Deana do Ameryki, lecz sam został wkrótce potem odesłany
W latach 1782–1784 był reprezentantem Wirginii w Kongresie Kontynentalnym.